# Tim Skorenko
Timofey « Tim » Iourievitch Skorenko (russe : Тимофей Юрьевич Скоренко, biélorusse : Цiмафей Юр'евiч Скарэнка ; né le 28 février 1983) est un écrivain russe et biélorusse d'origine ukrainienne, écrivant principalement en russe. Il est également poète, auteur-compositeur-interprète et journaliste. En tant qu'écrivain, il travaille à l'intersection des genres de la fiction spéculative et du réalisme littéraire, y compris plusieurs œuvres réalistes et historiques. Tim Skorenko s'engage dans la vulgarisation scientifique et donne des conférences sur des sujets techniques.

## Biographie
Tim Skorenko est diplômé de l'Université technique nationale biélorusse avec une spécialisation en « Moteurs à combustion interne ». Jusqu'en 2009, il a travaillé à l'usine automobile de Minsk en tant qu'ingénieur d'essais pour l'acoustique automobile, et en 2009, il a déménagé à Moscou pour devenir rédacteur en chef du magazine Quoi de neuf en science et technologie (édition russe de Popular Science). À la fin de la même année, il est passé à l'édition russe de Popular Mechanics. Depuis 2018, il travaille chez Kaspersky en tant que spécialiste de la sensibilisation à la sécurité.

## Prose
Tim Skorenko a commencé à écrire de la prose en 2004. En 2007, il a été présélectionné pour le prix littéraire indépendant « Début ». Sa première publication était la nouvelle Jeux tranquilles dans l'almanach Полдень, XXI век (no 9, 2008). La première grande œuvre publiée était le roman Ode à la cruauté absolue (2010). Le deuxième roman de Tim Skorenko, Le Jardin de Jérôme Bosch (2011), a été présélectionné pour les prix Bolchaïa Kniga et Best-seller National (Национальный бестселлер), et a remporté plusieurs prix dans le domaine de la fiction, dont L'Escargot de bronze de Boris Strougatski. En 2023, 45 histoires (dans des périodiques et des recueils) et 7 romans ont été publiés.

## Journalisme et vulgarisation scientifique
De 2009 à 2018, Tim Skorenko a travaillé dans le domaine du journalisme scientifique pour les magazines Quoi de neuf en science et technologie et ensuite pour Popular Mechanics. Il a collaboré en tant que chroniqueur pour d'autres magazines, dont Мир фантастики et Vokrug sveta (Вокруг света). Il a publié plus de 400 articles dans Popular Mechanics, Monde de la science-fiction, Quoi de neuf en science et technologie, Vokrug sveta ainsi que dans les éditions russes de GQ, Maxim, Tatler, Cosmopolitan, etc. De 2015 à 2018, il a travaillé en tant que rédacteur en chef du portail internet de Popular Mechanics.
Depuis 2014, Tim Skorenko promeut la science en donnant des conférences sur des sujets techniques dans différentes villes,. Il a également publié plusieurs livres de vulgarisation scientifique. Le livre intitulé Inventé en Russie : une histoire de la pensée inventive russe de Pierre Ier le Grand à Nicolas II a été présélectionné pour le prix de « L'Illuminateur » en 2017, tandis que le livre Inventé en URSS : l'histoire de la pensée inventive de 1917 à 1991 a été sélectionné pour la liste longue du prix de « L'Illuminateur » en 2019.
De plus, Tim Skorenko est l'auteur de plusieurs livres de non-fiction pour enfants. Le livre Pensez et inventez a été publié à la fois en Russie en russe, et en Ukraine en ukrainien.

## Auteur-compositeur-interprète et poète
Depuis 1998, Tim Skorenko écrit des chansons et les interprète à la guitare ; il est lauréat et diplômé de nombreux festivals de chansons et de concours de poésie en Biélorussie, en Ukraine et en Russie. Pendant longtemps, il a été membre du club de chansons artistiques de l'Université d'État de Biélorussie.
En 2008, au studio La Route de Sibérie de Kazan, il a enregistré son premier album studio, Le Cœur d'acier. En 2020 et 2021, il a enregistré cinq autres albums studio. En 2011, une collection de poèmes intitulée Псы Господни (Les Chiens du Seigneur) a été publiée en Allemagne (Sindelfingen). Depuis 2003, Tim Skorenko se produit en tant que chanteur-compositeur et lecteur de poésie dans diverses villes (Minsk, Moscou, Saint-Pétersbourg, Poltava, Soumy, Kazan, Nijni Novgorod, Vitebsk, etc.).

## Sensibilisation à la sécurité
Tim Skorenko est professionnellement engagé dans le domaine de la sensibilisation à la sécurité en tant qu'expert. Au cours des dernières années, il a élaboré des programmes de formation sur la sécurité de l'information pour Kaspersky.

## Autres projets
Tim Skorenko est l'auteur du projet de la carte complète des plaques commémoratives à Erevan, qui raconte en détail toutes les plaques commémoratives dans la capitale de l'Arménie.

## Distinctions
Lauréat de nombreux prix littéraires, notamment Eurocon (Stockholm, 2011), L'Escargot de bronze (Saint-Pétersbourg, 2011), le « Caducée de Bronze » (Kharkiv, 2011), les « Journées de la science-fiction » (Kiev, 2011) et d'autres encore. Lauréat du Prix littéraire Alexander Belyaev (Литературная премия имени Александра Беляева) en 2015 pour une série d'essais intitulée Expériences scientifiques et cours magistraux amusants, publiée dans le magazine Popular Mechanics. Lauréat de nombreux prix de poésie, notamment le Prix Ilya (2009), le Literary Vienna (2010), le prix d'Olga Beshenkovskaya (2010-2011), et d'autres encore.
Il est lauréat du XLIe Grushinsky festival (Грушинский фестиваль) en tant qu'auteur-compositeur-interprète (2014). Il est aussi lauréat du XVIIIe prix national dans le domaine des affaires médiatiques Gestionnaire des médias de Russie 2018 dans la catégorie « Médias électroniques / médias en ligne » (« Pour l'expansion du territoire de la marque au-delà de la presse, le développement réussi du projet et la formation d'un nouveau public dans l'espace numérique »).

### Fiction
- (ru) Ода абсолютной жестокости (Le Poème de la cruauté absolue). Roman. Moscou: Facultet, 2010,  (ISBN 978-5-904358-06-8).
- (ru) Сад Иеронима Босха (Le Jardin de Jérôme Bosch). Roman. Moscou: Snejny Kom M, 2011,  (ISBN 978-5-904919-12-2)[20]
- (ru) Законы прикладной эвтаназии (Les Lois de l'euthanasie appliquée). Roman. Moscou : Snejny Kom M, 2011,  (ISBN 978-5-904919-22-1)[21]
- (ru) Вдоль по лезвию слов (Sur le fil des mots, 2012). Recueil de nouvelles. Moscou : Fantaversum, 2012,  (ISBN 978-5-905360-15-2)
- (ru) Легенды неизвестной Америки (Légendes de l'Amérique inconnue). Roman. Moscou : Snejny Kom M, 2013,  (ISBN 978-5-904919-43-6) ; Moscou : AST, 2019,  (ISBN 978-5-17-115877-4)[22]
- (ru) Переплётчик (Le Relieur). Roman (sous le pseudonyme d'Eric Delahaye). Moscou : Eksmo, 2014  (ISBN 978-5-699-66030-8)
- (ru) Эверест (Everest). Roman. Moscou : AST, 2018  (ISBN 978-5-17-110754-3)
- (ru) Стекло (Verre). Roman. Moscou : AST, 2021  (ISBN 978-5-17-136637-7)[23]

### Non-fiction
- L'Évolution de la pensée aux dates importantes de la science et des expositions du Musée polytechnique : calendrier 2017. Moscou: Musée Polytechnique, 2017  (ISBN 978-5-98962-044-9)[24]
- Inventé en Russie : une histoire de la pensée inventive russe de Pierre Ier le Grand à Nicolas II. Moscou : Alpina Non Fiction, 2017  (ISBN 978-5-91671-752-5) ; 2018  (ISBN 978-5-91671-786-0) ; 2019  (ISBN 978-5-91671-955-0); 2023  (ISBN 978-5-00139-941-4); 2024  (ISBN 978-5-907470-50-7) ; Pékin : China Science and Technology Press, 2024  (ISBN 978-752-3602-91-1)[25]
- Popular Mechanics. Tests et expériences divertissantes. Moscou: AST, 2018  (ISBN 978-5-17-096930-2) ; 2018  (ISBN 978-5-17-109869-8)
- Calendrier Polytech 2068 (2018) Moscou : Musée Polytechnique, 2018  (ISBN 978-5-98962-028-9)[26]
- Inventé en URSS. Histoire de la pensée inventive de 1917 à 1991. Moscou : Alpina Non Fiction, 2019  (ISBN 978-5-91671-988-8); 2024  (ISBN 978-5-00223-391-5)[27] ; Pékin : China Science and Technology Press, 2023  (ISBN 978-750-4698-49-0)[28]
- Faites de la pub pour moi si vous pouvez. Instructions pour les spécialistes de la publicité écrites par un journaliste. Moscou : AST, 2019  (ISBN 978-5-17-119376-8)[29]
- Pensez et inventez. Pour les enfants. Moscou: Rosman, 2020  (ISBN 978-5-353-09358-9) ; Kharkiv : Monolit-Bizz, 2022  (ISBN 978-617-7966-73-8)[30],[31]
- Comment le non-comestible devient comestible. Pour les enfants. Co-auteur: Tatiana Alekseeva. Moscou : Rozovyy Jiraf, 2023  (ISBN 978-5-4370-0381-7)[32]
- Rover, accordéon, IRM. Histoire de la pensée inventive arménienne. Moscou : Slovo, 2024  (ISBN 978-5-387-02038-4)[33]
- Le monde du mécanicien Koulibine : un homme qui savait tout faire. Moscou : Alpina. Deti, 2025  (ISBN 978-5-9614-9905-6)[34]

### Poèmes
- Псы Господни (Les Chiens du Seigneur). Recueil de poèmes. Sindelfingen : Stella.ru, 2011  (ISBN 978-3-941953-35-2)[15]

### Livres audio
- Faites de la pub pour moi si vous pouvez. Instructions pour les spécialistes de la publicité écrites par un journaliste (lu par Tim Skorenko) (2019)[35]
- Verre (lu par Tim Skorenko) (2021)[36]

## Discographie
- 2008 : Le Cœur d'acier / Железное сердце
- 2021 : Après Gardel / После Гарделя
- 2021 : Qui sera sélectionné / Кого отберут
- 2021 : Au voyageur dans le temps / Путешественнику во времени
- 2021 : Alarin / Алярин
- 2022 : Journal / Дневник